# Wilhelm Tham (geograf)
För andra betydelser, se Wilhelm Tham.
Carl Wilhelm August Tham, född 22 juli 1812 i Undenäs församling, Skaraborgs län, död 12 juli 1873 i Lienz, Österrike, var en svensk historiker och geograf.

## Biografi
Wilhelm Tham föddes 1812 på Forsviks bruk i Undenäs socken. Han var son till notarien och possessionaten Vollrath Tham och Ulrika Beata Vult von Steijern. Tham blev 1823 student vid Uppsala universitet och avlade 1835 filosofie kandidatexamen och promoverades 1836 till filosofie magister. Han blev 1837 docent i Uppsala. Tham utnämndes 1846 till lektor i historia vid Strängnäs gymnasium. Från 18 maj 1850 och fram till sin död var han lektor i matematiska och fysiska geogragien med mera vid krigsskolan Karlberg. Han utnämndes 5 maj 1860 till riddare av Nordstjärneorden. Tham avled 1873 i Lienz i Tyrolen under en resa.
Vid sidan av undervisningen, forskade han i svenska riksarkivet och skrev om riksdagens historia. Han skrev också geografiska beskrivningar av flera svenska län.

### Familj
Tham gifte sig första gången 1 maj 1849 i Sigtuna med Livia Johanna Charlotta Sofia Fredrika Påhlman (1823–1864), dotter till postinspektoren Erik Adolf Åhlman och Marie Jeanette Himberg.
Han gifte sig andra gången 17 mars 1866 i Stockholm med Amanda Matilda von Schéele (1837–1902), dotter till konduktören Adam Evert von Schéele och Matilda Lucina Pettersson. De fick tillsammans studenten Vilhelm Vollrath Tham (1868–1888) vid Uppsala universitet.

## Skrifter
- Vaticinorum Jesaiae caput V / Suethice versum, 1833 (magisteravhandling)
- Franska revolutionens historia i sammandrag efter A. Thiers, såsom inledning till konsulatets och kejsardömets historia, två delar, 1845
- Bidrag till svenska riksdagarnes och regeringsformens historia från midten af sjuttonde århundradet, två delar, 1845-1848
- Riksdagarne 1660 i Göteborg och Stockholm, 1845
- Beskrifning öfver Örebro län, 1849
- Beskrifning öfver Westerås län, 1849
- Beskrifning öfver Upsala län, 1850
- Beskrifning öfver Stockholms län, 1850
- Beskrifning öfver Nyköpings län, 1852
- Beskrifning öfver Linköpings län, två delar, 1854-1855 (nytryck 1994)
- Bidrag till Svenska Riksdagarnes Historia 1626-1629, 1855
- medförfattare till Nils Wilhelm Almroth, De europeiska myntsorterna, jemte en del amerikanska och asiatiska. Afbildning och beskrifning af alla nu curserande guld- och silfvermynt med uppgift på deras vigt, deras halt samt deras penninge- och metallvärde, 1856
- Konung Gustaf III och rikets ständer vid 1789 års riksdag, två delar, 1866
- Grunddrag till svensk och allmän statskunskap, två delar, 1868
- Grunddrag till allmän historia från 1492, 1871